# Kampania Skanderbega we Włoszech
Kampania Skanderbega we Włoszech – toczące się w latach 1460–1462 na terenie Półwyspu Apenińskiego działania wojenne władcy Albanii Skanderbega. Ich celem było wsparcie neapolitańskiego króla Ferdynanda I, którego przeciwnikiem był René I Andegaweński. Konflikt pomiędzy nimi doprowadził do wybuchu wojny domowej w Królestwie Neapolu. Ówczesny papież Kalikst III, mimo iż poparł Ferdynanda, nie był w stanie udzielić mu pomocy, więc zwrócił się w tym celu do Skanderbega.
Alfons V, poprzednik i ojciec Ferdynanda I, podczas swojego panowania udzielił Skanderbegowi pomocy finansowej oraz wojskowej; albański władca miał potrzebę odwdzięczenia się Królestwu Neapolu, więc przystał na prośbę papieża i w tym celu wysłał wyprawę wojskową do neapolitańskiego władcy. Udzielenie pomocy ze strony Albanii było możliwe dzięki podpisaniu w 1459 roku zawieszenia broni z osmańskim sułtanem Mehmedem II na okres trzech lat. W ramach pomocy wysłano do obleganej przez Andegawenów Barletty 500 żołnierzy kawalerii, którzy zostali wcieleni do sił Ferdynanda I. Sam Skanderbeg przybył na teren Włoch dopiero we wrześniu 1461 roku, a dzięki działaniom jego żołnierzy, którzy już wcześniej dotarli z Albanii, oblężenie zostało przerwane.
Po powrocie Skanderbega do Albanii w styczniu 1462 roku jego żołnierze wciąż przebywali w Królestwie Neapolu, jednak nie ma informacji, czy kontynuowali oni działania wojenne. Siły Andegawenów zostały ostatecznie pokonane przez siły Ferdynanda I w sierpniu tegoż roku w bitwie pod Orsarą.

## Działania poprzedzające
W 1456 roku zmarł János Hunyady, doradca Skanderbega i zwolennik wojny ofensywnej przeciwko Imperium Osmańskiemu; przeciwny pogląd miał jego syn, węgierski król Maciej Korwin, który popierał postawę defensywną. Następnego roku siły albańskie pokonały kilkukrotnie liczniejszą armię osmańską na równinie Albulena. Skanderbeg wysyłał delegacje do niektórych skłóconych państw zachodnioeuropejskich, by przekonać je do zawieszenia broni i udzielenia wsparcia Ferdynandowi I.

### Sytuacja we Włoszech

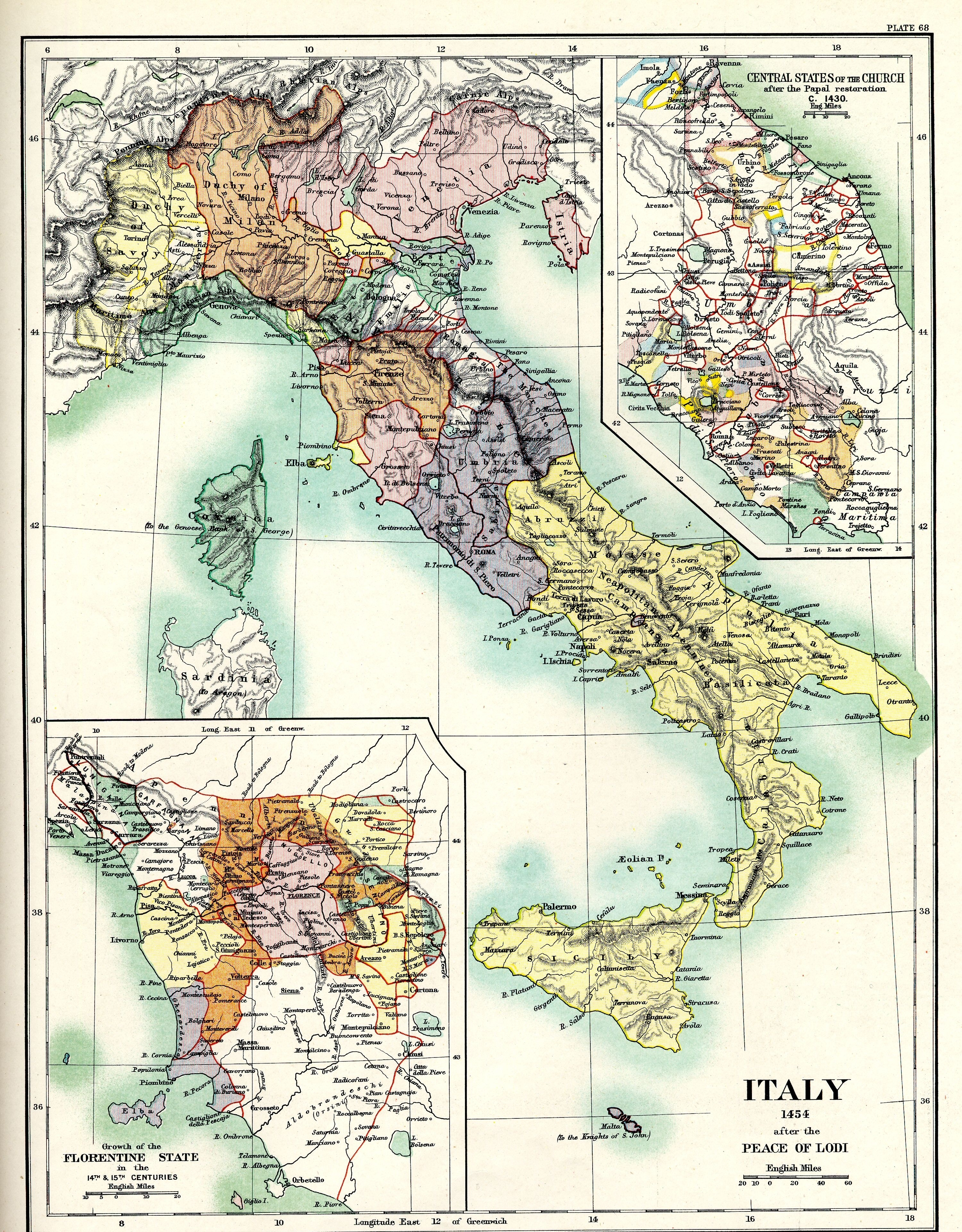
Mapa Włoch (1454)

W 1448 roku Skanderbeg wysłał do Crotone oddział dowodzony przez Demetriosa Reresa, by stłumić bunt przeciwko neapolitańskiemu władcy Alfonsowi V; wielu albańskich żołnierzy uzyskało zgodę na osiedlenie się na terenie Sycylii, należącej wówczas do Królestwa Neapolu. 27 września 1458 roku zmarł Alfons V; na wieść o jego śmierci Skanderbeg wysłał emisariuszy do jego syna i nowego króla Neapolu Ferdynanda I w celu złożenia mu kondolencji oraz pogratulowania objęcia władzy. Nie cieszył się jednak poparciem ze strony byłego króla René I Andegaweńskiego, ponieważ jego dynastia straciła władzę w Królestwie Neapolu na rzecz Alfonsa V. Neapolitańska szlachta, w której większość stanowili Andegawenowie, również poparła stanowisko Rene. Z kolei książę Mediolanu Franciszek I Sforza, który obawiał się powrotu andegaweńskich wpływów we Włoszech, stanął po stronie Ferdynanda; w tym celu wysłał do Królestwa Neapolu armię dowodzoną przez jego siostrzeńca, Alessandra Sforzę. Ówczesny papież Kalikst III, jako etniczny Hiszpan, popierał władzę swojego rodaka, Ferdynanda I; nie był jednak w stanie udzielić mu pomocy, więc zwrócił się o jej udzielenie do albańskiego władcy, Skanderbega.
Skanderbeg, który wcześniej otrzymał pomoc od Alfonsa V, wciąż był wasalem Królestwa Aragonii i z tego powodu czuł potrzebę odwdzięczenia się nowemu władcy. Przyjął również prośbę Kaliksta III o pomoc Ferdynandowi oraz sam również chciał zapobiec ponownemu przejęciu władzy przez Andegawenów, którzy mieli przyjazne relacje z Imperium Osmańskim. Obawiał się, że po ich powrocie do władzy ta dynastia mogłaby próbować przywrócić swoje wpływy w Albanii. W tym celu próbował również poprawić relacje z Republiką Wenecką. Król Francji Ludwik XI, będący zwolennikiem dynastii andegaweńskiej, próbował przekonać nowego papieża Piusa II do zezwolenia na przejęcie władzy przez Francuzów w zamian za zniesienie podważającej papieską władzę pragmatycznej sankcji z Bourges oraz za przekazanie papieżowi 70 tys. żołnierzy, którzy mieliby uczestniczyć w najbliższej krucjacie; papież odrzucił tę propozycję. Władca Rimini, Sigismondo Pandolfo Malatesta, próbował powstrzymać Skanderbega przed wyruszeniem na teren Włoch poprzez próbę zaproszenia Mehmeda II do swojego państwa. Zaproszenie nie dotarło jednak do sułtana, ponieważ zostało przejęte przez władze Państwa Kościelnego.
Pius II, widząc nadchodzący konflikt, próbował przekonać Giovanniego Orsiniego, jednego z głównych przeciwników króla Ferdynanda I, do pokojowego rozstrzygnięcia sporu.

### Sytuacja w Albanii

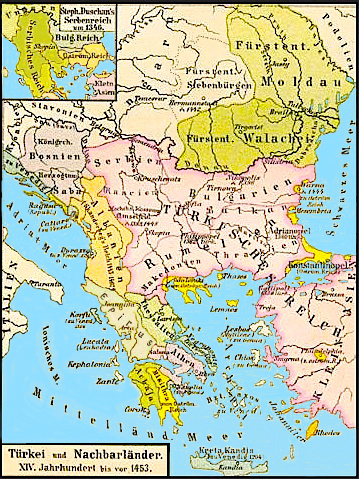
Mapa Bałkanów (1450)

Skanderbeg, dowiadując się o prowadzeniu przez Imperium Osmańskie działań wojennych przeciwko Bośni oraz Morei, sugerował, że sułtan Mehmed II Zdobywca mógłby rozważać podpisanie rozejmu. Zawarł sojusz z Republiką Wenecką przeciwko Księstwu Dukagjini, które umacniało wówczas sojusz z sułtanem. Papież Pius II wydał bullę, nakazując księciu Lekë Dukagjiniemu zerwanie sojuszu w ciągu piętnastu dni, na co ten się zgodził oraz dołączył do sojuszu ze Skanderbegiem i Republiką Wenecką.
Pius II nie wspierał finansowo Skanderbega tak bardzo, jak jego poprzednik; był zdania, że zdolności bojowe albańskiej armii są wystarczająco wysokie, by mogły powstrzymać ofensywę wojsk osmańskich. Papież wciąż uważał pomoc Skanderbega za niezbędną dla jego planów krucjaty antyosmańskiej. W 1459 roku Mehmed II Zdobywca zaproponował trzyletni rozejm między Albanią a Imperium Osmańskim; Skanderbeg rozważał zgodę na zawieszenie broni, jednak musiał uzyskać na to zgodę papieża. Ten, obawiając się zerwania rozejmu i w konsekwencji zajęcia Albanii przez Imperium Osmańskie, nie zezwolił na podpisanie pokoju; zaczął również wątpić w lojalność ze strony albańskiego władcy. W celu odzyskania zaufania ze strony papieża Skanderbeg odrzucił propozycję sułtana. Skanderbeg, niezadowolony z przebiegu zdarzeń, zdecydował się nie uczestniczyć w Kongresie w Mantui, gdzie podejmowano dyskusje na temat przeprowadzenia krucjaty; ostatecznie rozmowy zakończyły się niepowodzeniem. Albański władca twierdził, że mógłby wyruszyć do Włoch wyłącznie wtedy, gdyby Albania miała podpisane zawieszenie broni z Imperium Osmańskim; papież zmienił zdanie w tej kwestii, zezwalając na podpisanie zawieszenia broni. Rozejm wszedł w życie w czerwcu 1461 roku na okres trzech lat.
Gdy Skanderbeg stacjonował już na terenie Włoch, Pius II nakazał wojskom weneckim strzeżenie albańskiego wybrzeża.

## Przebieg bitwy

### Początki
17 września 1460 roku Skanderbeg wysłał 500 żołnierzy kawalerii do Barletty. W tym czasie Andegawenowie kontrolowali już prawie cały kraj poza większymi miastami, jak Neapol, Kapua, Aversa, Gaeta, Troia i Barletta. Oblężony król Ferdynand I przygotował plan kontrofensywy oraz powierzył dowództwo Robertowi del Balzo Orsiniemu nad swoją 7-tysięczną armią. W tym czasie wojska Skanderbega zdążyły przybyć królowi na pomoc. Król Neapolu poinformował Franciszka I Sforzę o pustoszeniu Apulii przez wojska albańskie, zaniepokoiło to Andegawenów i skłoniło Giovanniego Orsiniego do próby powstrzymania działań albańskich wojsk; ich działaniami szczególnie zaskoczony był René I Andegaweński.

#### Korespondencje Orsiniego i Skanderbega
Giovanni Antonio Orsini był księciem Tarentu, podziwiał działania wojenne Skanderbega na terenie Włoch. Sprzymierzył się jednak z Andegawenami, wysłał list do albańskiego władcy, próbując go przekonać do wycofania swoich żołnierzy oraz do przejścia na stronę René I Andegaweńskiego, argumentując to utratą przez niego sławy po jego ewentualnej klęsce; w odpowiedzi Skanderbeg stwierdził, że nie jest zainteresowany sławą, a pomocą swojemu sojusznikowi. Ten wysłał z kolei list do Ferdynanda I, zapewniając go o swojej lojalności, następnie zapewnił Piusa II, że albańscy żołnierze są gotowi do walki we Włoszech.

#### Neapolitańska kontrofensywa
W październiku 1460 roku Ferdynand I był w stanie odzyskać kontrolę nad zachodnimi terytoriami położonymi między Kapuą a Benewentem, jednak na wschodniej granicy działał jeden z ważniejszych jego przeciwników, Jacopo Piccinino. Podjął się on zadania zatrzymania wojsk papieskich i neapolitańskich, których miejscem docelowym była Apulia. Z kolei książę Andrii, Francesco del Balzo, popierał Ferdynanda; zdołał pokonać księcia Ferrary i Modeny Herkulesa I d’Este, który wówczas stacjonował na półwyspie Promontorio del Gargano. Po trzech miesiącach Ferdynand odzyskał kontrolę nad większością utraconych terytoriów, a Piccinino przygotował kontrofensywę, która polegała na obleganiu najważniejszych zamków.

### Wyprawy Skanderbega

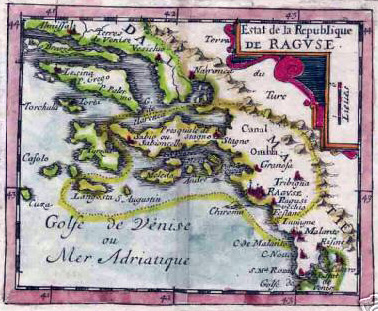
Mapa Republiki Raguzy (1678)

#### Przygotowania i rejs Skanderbega do Raguzy
Papież Pius II nakazał jednej z diecezji przekazać Skanderbegowi część zebranych pieniędzy na dofinansowanie krucjaty, która ostatecznie się nie odbyła; papież zlecił również przekazanie albańskiemu władcy 1000 florenów z budżetu Państwa Kościelnego. Król Bośni Stjepan Vukčić Kosača ostrzegał przed możliwą inwazją Imperium Osmańskiego na Albanię i Dalmację. Ze względu na problemy finansowe i brak dużych statków przybycie Skanderbega do obleganej Barletty zostało opóźnione; otrzymał jednak kilka mniejszych statków do transportu swoich wojsk.
Wracający z Konstantynopola wenecki ambasador poinformował o zebraniu przez Skanderbega 1 tys. żołnierzy kawalerii i 2 tys. piechoty oraz o obecności kilku papieskich i neapolitańskich okrętów w pobliżu półwyspu Kepi i Lagjit, a 21 lub 22 sierpnia 1461 roku przybyły wysłane przez Ferdynanda I cztery galery. Skanderbeg wysłał do oblężonej Barletty swojego ambasadora Gjokë Balshę oraz 1 tys. żołnierzy piechoty i 500 kawalerii; sam Skanderbeg udał się do Raguzy w celu przekonania tamtejszych duchownych do udzielenia pomocy finansowej; dotarł tam 24 sierpnia i został uroczyście powitany, duchowni przekazali mu część funduszy, a jego żołnierze zostali zaopatrzeni w żywność. Balsha wraz z żołnierzami pojawili się w Barletcie również tego samego dnia; dowódca sił andegaweńskich Giovanni Orsini, obawiając się, że wysłanymi siłami dowodził sam Skanderbeg, przerwał oblężenie miasta; ten dotarł jednak dopiero 3 września.

#### Skanderbeg we Włoszech

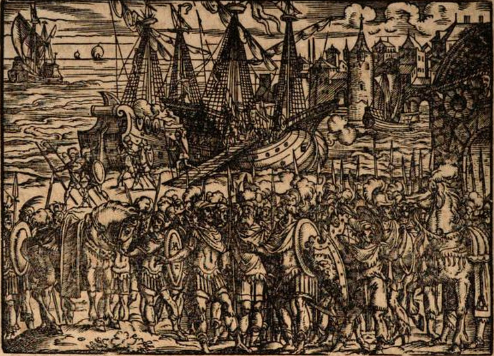
Skanderbeg i jego wojska wysiadające w Barletcie (rycina autorstwa Josta Ammana, 1578)

Tydzień po przerwaniu oblężenia Barletty siły andegaweńskie nadal pozostawały aktywne w terenie miasta. Król Ferdynand I powierzył Skanderbegowi dowództwo nad zamkiem, a sam udał się do Ariano Irpino. Dowódca andegaweńskiej armii, szlachcic Jacopo Piccinino planował zaatakować albańskie wojska, jednak te, wraz z wojskami neapolitańskimi, doprowadziły do wycofania się Andegawenów do Acquaviva delle Fonti. Wiadomość o odwrocie dotarła do mediolańskiego księcia Franciszka I Sforzy. W 1464 roku Ferdynand podarował Skanderbegowi zamek w ramach wdzięczności.
Następnie wojska albańskie rozpoczęły marsz w kierunku Tarentu; Skanderbeg podzielił swoją armię na trzy oddziały, jednym z nich dowodził Moisi Golemi, drugim Vladan Jurica, a trzecim on sam. Do października Albańczykom udało się odbić Cosenzę, Castrovillari i Gesualdo. Książę Tarentu Giovanni Orsini poprosił o rozejm z Albańczykami, jednak Skanderbeg się nie zgodził. Również Piccinino dążył do zaprzestania działań wojennych; początkowo albański dowódca się zgodził, jednak dowiedział się, że Piccinino nie dążył jednak do utrzymania porozumienia i ostatecznie nie zostało ono zawarte.

##### Bitwa pod Seggiano
Podczas jednej z nocy we wrześniu 1461 roku Skanderbeg wyruszył do andegaweńskiego obozu, który okazał się opustoszały; Piccinino wraz ze swoją armią opuścił ten teren, ponieważ został poinformowany o planach ataku na obóz. W tej sytuacji Skanderbeg wrócił do Barletty, gdzie otrzymał zaopatrzenie, a następnie podzielił swoją armię na dwa oddziały, z czego nad jednym z nich powierzył dowództwo Alessandrowi Sforzy. W tym czasie Piccinino stacjonował w Lucerze, która była położona około 13 km od Troi; Skanderbeg przewidywał, że między tymi miastami dojdzie do bitwy, więc w celu schronienia się na wypadek klęski, wyruszył na górę Seggiano. Jej szczyt również był celem Andegawenów, jednak nie zdołali oni go zdobyć, ponieważ w bitwie pod tą górą Andegawenowie ponieśli klęskę i zostali zmuszeni do wycofania się. W konsekwencji Piccinino wycofał się z działań wojennych przeciwko Albańczykom; udał się za to do Rimini, gdzie dołączył do Sigismonda Malatesty w celu rozpoczęcia ataków na Państwo Kościelne.

##### Zdobycie Trani
Zajęte wówczas przez Andegawenów miasto Trani było uważane za drugie, po Barletcie, z najważniejszych miast na terenie Apulii. Skanderbeg planował odbicie Trani; udało mu się zatrzymać poza miastem Fuscię de Foxa – neapolitańskiego dowódcę, który przeszedł na stronę Orsiniego; albański dowódca próbował przekonać go do powrotu na stronę Ferdynanda I, ale Foxa odmówił. 28 grudnia 1461 roku na prośbę Foxy, Trani zostało poddane Albańczykom. Skanderbeg poprosił zatrzymanego dowódcę o przekazanie całego uzbrojenia należącego do jego garnizonu; początkowo Foxa odmawiał, jednak pod groźbą uwięzienia, ostatecznie oddał cały sprzęt wojskowy.

## Następstwa

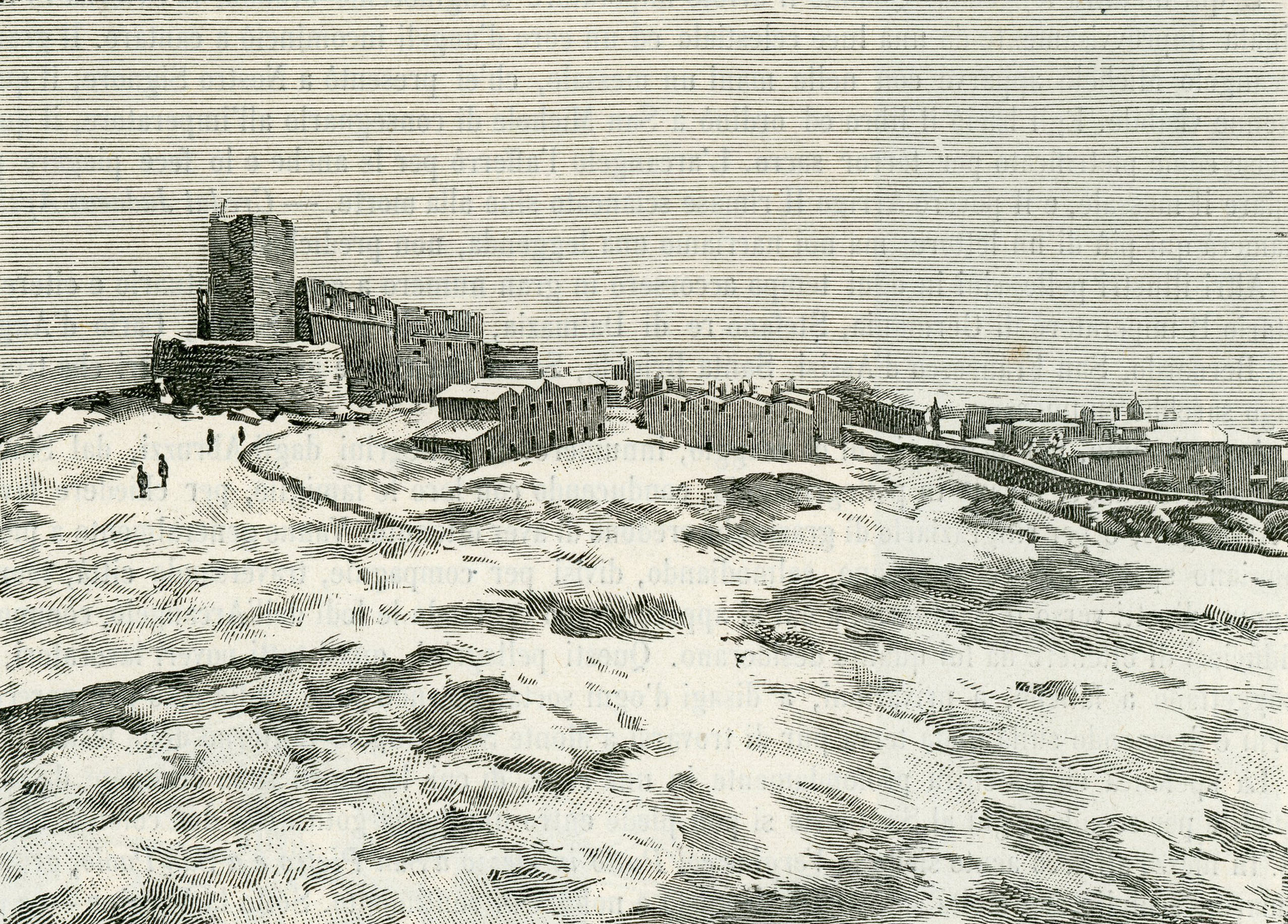
Drzeworyt przedstawiający zamek w Monte Sant'Angelo (1898)

Przeciwnicy Ferdynanda I próbowali zawrzeć pokój z Franciszkiem I Sforzą; w negocjacjach pośredniczył Skanderbeg. Giovanni Orsini i Jacopo Piccinino zaoferowali odpowiednio 150 tys. i 110 tys. dukatów, jednak neapolitański król odmówił. Było to jedno z ostatnich działań Skanderbega na terenie Włoch; w styczniu 1462 wrócił do Albanii, pozostawiając we Włoszech swoich żołnierzy. Powodem opuszczenia Włoch przez albańskiego dowódcę mogło być przygotowanie do obrony Albanii przed wojskami sułtana Mehmeda II.
Wojna na Półwyspie Apenińskim toczyła się jeszcze kilka miesięcy po powrocie Skanderbega do Albanii; nie wiadomo, czy albańscy żołnierze brali udział w kolejnych bitwach. W sierpniu 1462 siły Ferdynanda I odniosły decydujące zwycięstwo pod Orsarą. Skanderbeg, dzięki swoim działaniom, stał się popularny wśród włoskiego społeczeństwa. Jego kampania we Włoszech odegrała również kluczową rolę w utrzymaniu władzy Ferdynanda I jako Króla Neapolu.
Za swoje zasługi Skanderbeg otrzymał od Ferdynanda I prawa do miasta Monte Sant’Angelo, gdzie jego ludzie się osiedlali oraz założyli piętnaście wiosek wokół miasta. Jego powrót do Albanii został triumfalnie przyjęty, jednak zaczął przygotowywać się do działań wojennych przeciwko Imperium Osmańskiemu. 7 lipca 1462 roku Mehmed II wznowił działania wojenne przeciwko Albanii, rozpoczynając je bitwą na Mokrze. W następnym miesiącu, podczas kampanii macedońskiej, trzy armie osmańskie zostały pokonane przez siły Skanderbega.
27 kwietnia 1463 roku Skanderbeg podpisał z Mehmedem II kolejny traktat pokojowy, jednak już 9 września wszedł w sojusz z Republiką Wenecką, która przygotowywała się do wojny przeciwko sułtanowi. 12 października papież Pius II ogłosił krucjatę przeciwko Imperium Osmańskiemu.